# Distrito de Heilbronn
El Distrito de Heilbronn es un distrito rural (Landkreis) situado en el norte del estado federal de Baden-Wurtemberg. Los distritos vecinos son (empezando por el norte y en el sentido de las agujas del reloj), en el norte el Distrito de Neckar-Odenwald, en el este al Distrito de Hohenlohe y el Distrito de Schwäbisch Hall, en el sudeste el Distrito de Rems-Murr, en el sur el Distrito de Ludwigsburg, en el sudoeste el Distrito de Enz y en el oeste el Distrito de Karlsruhe y el Distrito de Rhein-Neckar. El distrito urbano de Heilbronn es un enclave pero no parte de su territorio. La capital del distrito recae sobre la ciudad de Heilbronn.

## Geografía
El distrito es montañoso, sus campos son pequeños pero muy fértiles. El Neckar le divide en dos partes aproximadamente igual de grandes. Se ejerce la viticultura. El punto más alto, al sudeste del distrito cerca de Wüstenrot llega a 564 metros.

## Demografía
El número de habitantes ha sido tomado del censo de población (¹) o datos de la oficina de estadística de Baden-Wurtemberg.
| Año                     | N.º Habitantes |
| ----------------------- | -------------- |
| 31 de diciembre de 1973 | 236.300        |
| 31 de diciembre de 1975 | 232.151        |
| 31 de diciembre de 1980 | 244.633        |
| 31 de diciembre de 1985 | 250.146        |
| 27 de mayo de 1987 ¹    | 252.458        |

| Año                     | N.º Habitantes |
| ----------------------- | -------------- |
| 31 de diciembre de 1990 | 272.357        |
| 31 de diciembre de 1995 | 303.513        |
| 31 de diciembre de 2000 | 320.955        |
| 31 de diciembre de 2005 | 329.503        |
| 30 de junio de 2006     | 330.021        |

## Ciudades y municipios
(Habitantes a 30 de junio de 2005)
| Ciudades 1. Bad Friedrichshall (18.615) 2. Bad Rappenau (20.715) 3. Bad Wimpfen (6.924) 4. Beilstein (6.119) 5. Brackenheim (15.092) 6. Eppingen (21.127) 7. Güglingen (6.240) 8. Gundelsheim (7.460) 9. Lauffen am Neckar (11.138) 10. Löwenstein (3.083) 11. Möckmühl (8.341) 12. Neckarsulm (27.378) 13. Neudenau (5.157) 14. Neuenstadt am Kocher (9.517) 15. Schwaigern (10.998) 16. Weinsberg (11.812) 17. Widdern (1.956) Distritos administrativos Los "Distritos Administrativos" son dos (o más) municipios que unen sus administraciones (en España, algo así como "Mancomunidades") 1. Bad Friedrichshall 2. Bad Rappenau 3. Brackenheim 4. Eppingen 5. Flein-Talheim 6. Lauffen am Neckar 7. Möckmühl 8. Neckarsulm 9. Neuenstadt am Kocher 10. Oberes Zabergäu 11. Obersulm 12. Schozach-Bottwartal 13. Schwaigern 14. Raum Weinsberg | Municipios 1. Abstatt (4.529) 2. Cleebronn (2.768) 3. Eberstadt (3.228) 4. Ellhofen (3.343) 5. Erlenbach (4.873) 6. Flein (6.520) 7. Gemmingen (4.966) 8. Hardthausen am Kocher (3.954) 9. Ilsfeld (8.225) 10. Ittlingen (2.401) 11. Jagsthausen (1.573) 12. Kirchardt (5.536) 13. Langenbrettach (3.519) 14. Lehrensteinsfeld (2.066) 15. Leingarten (10.429) 16. Massenbachhausen (3.680) 17. Neckarwestheim (3.509) 18. Nordheim (7.498) 19. Obersulm (13.774) 20. Oedheim (6.002) 21. Offenau (2.730) 22. Pfaffenhofen (2.370) 23. Roigheim (1.475) 24. Siegelsbach (1.666) 25. Talheim (4.750) 26. Untereisesheim (3.961) 27. Untergruppenbach (7.549) 28. Wüstenrot (6.802) 29. Zaberfeld (3.963) |

## Escudo de armas
Descripción
Un águila blanco sobre un escudo rojo. Fue otorgado 20 de junio de 1955 y después de la reorganización de los distritos el
3 de septiembre de 1973 otra vez.
Historia
El águila simboliza los condes de Lauffen cuales dominaban el distrito antes de que Wurtemberg lo obtuvo.
Der Adler symbolisiert das Wappen der Grafen von Lauffen, welche im Kreisgebiet herrschten, bevor das Gebiet an Württemberg kam. Como los condes administraban dominios de los Hohenstafufen|Staufer el águila vendrá del águila imperial de los reyes de tal familia.